# Ancheuryte notabilis
Ancheuryte notabilis is een eenoogkreeftjessoort uit de familie van de Cyclopidae. De wetenschappelijke naam van de soort is voor het eerst geldig gepubliceerd in 1989 door Herbst.